# Akstafinski rajon
Akstafinski rajon (azerski: Ağstafa rayonu) je jedan od 66 azerbajdžanskih rajona. Akstafinski rajon se nalazi na sjeverozapadu Azerbajdžana na granici s Armenijom i Gruzijom. Središte rajona je Akstafa. Površina Akstafinskog rajona iznosi 1.500 km². Akstafinski rajon je prema popisu stanovništva iz 2009. imao 80.222 stanovnika, od čega su 39.273 muškarci, a 40.949 žene.
Akstafinski rajon se sastoji od 24 općine.